# Pelayo (nombre)
Pelayo es un nombre propio masculino de origen griego en su variante en español. Procede del griego antiguo "Πελάγιος", y éste a su vez de "πέλαγος", que significa "mar", por lo tanto significaría "originario del mar", "marino".
En España, es muy común en Asturias, y se le puede considerar equivalente masculino al nombre Covadonga (nombre), ya que ambos nombres provienen del inicio de la Reconquista que comenzó en ese lugar. Don Pelayo fue el primer monarca asturiano que frenó el avance de los musulmanes y se le considera fundador del reino de Asturias.
De este nombre también proceden los apellidos patronímicos:
- Pelayo
- Payo
- Peláez
- Páez
- Páiz
- Paes
- Pais
- Paesa
- Báez
- Baes

- Payo, persona no gitana.

## Santoral
- San Pelayo (f. 925), mártir, 26 de junio.

## Personajes con nombre Pelayo
- Don Pelayo (m. Cangas de Onís, 737), rey de Asturias, coronado en el año 718 AD (756 Era hispánica). Caudillo astur que opuso resistencia a los musulmanes.
- Ermitaño Pelayo (c. 830), ermitaño que observó unos resplandores misteriosos en el bosque Libredón;
- Pelayo (mártir) (Crecente, 911 - Córdoba, 925), santo mártir cristiano español. Festividad: 26 de junio.
- Pelayo Froilaz el Diácono (c. 990-c.1049), conde asturiano, hijo de Froila o Fruela Jiménez, y padre de Pelayo Peláez;
- Pelayo Peláez (m. 1092-1095), magnate asturiano y padre del conde rebelde Gonzalo Peláez;
- Pelayo, obispo de Oviedo (m. Oviedo, 1153), obispo de Oviedo (1101-1130);
- Pelayo Hispano (m. Coímbra, c. 1249), fraile dominico portugués;
- Pelayo Pérez Correa (Monte de Fralães, 1205 - Monasterio de Tentudía, 1275), conquistador portugués;
- Justo Pelayo de la Cuesta Núñez (1823-1889), político y abogado español. Ministerio de Hacienda de España (1883);
- Pelayo Quintero Atauri (1867-1946), historiador conquense;
- Pelayo Clairac Bautista (1879-1940), militar español;
- Pelayo Ortega (1956-), pintor y grabador asturiano;
- Pelayo Roces Arbesú (1960-), político asturiano.